# جاك كوركوران
جاك كوركوران (بالإنجليزية: Jack Corcoran)‏ هو لاعب كرة قاعدة أمريكي، ولد في 15 مايو 1858 في لوويل في الولايات المتحدة، وتوفي في 28 ديسمبر 1935 في جيرسي سيتي في الولايات المتحدة.

## وصلات خارجية
- جاك كوركوران على موقعبيزبول رفرنس.كوم (الدوري الرئيسي) (الإنجليزية)
- جاك كوركوران على موقعبيزبول رفرنس.كوم (الدوري الثانوي) (الإنجليزية)